# Ser harceński

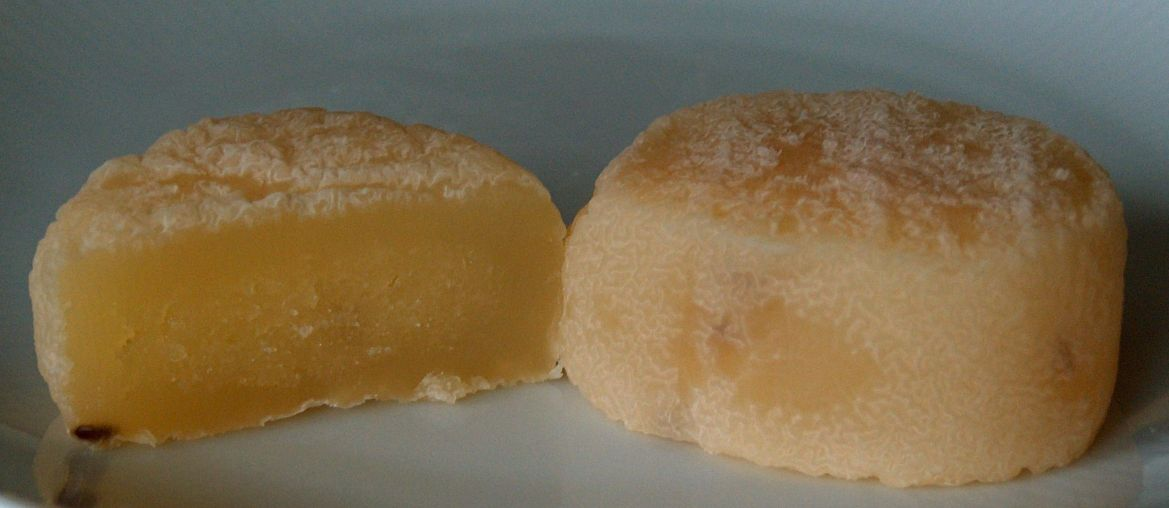
Ser harceński

Ser harceński (niem. Harzer Käse) – niemiecki ser regionalny, pochodzący z szeroko rozumianego regionu Harzu, pomiędzy Hanowerem, Brunszwikiem, i Getyngą. Jest specjalnością kuchni regionalnej i należy do grupy serów wytwarzanych z odtłuszczonego mleka z dodatkiem podpuszczki. 
Ser ten jest zaliczany do serów twarogowych oraz dojrzewających. Ser harceński ma smak pikantny oraz lekko kwaskowaty. Wytwarzany jest metodami domowymi w gospodarstwach rolnych. Dostępny jest zarówno w supermarketach, jak i podczas kiermaszy, na rynkach i w specjalnych gospodarstwach. 
Ser harceński jest produktem regionalnym, ograniczonym w produkcji do wspomnianego wyżej terenu Harzu. Sery o podobnych właściwościach, ale wytwarzane w innych częściach Europy – to tak zwane Harzer Käse (sery typu harceńskiego), do których należą np. twarożki ołomunieckie w Czechach lub Quargel w Austrii. 
Zawiera do 1,5% tłuszczu.